# أحمد سعفان
د.أحمد عبد الحليم وهبة سعفان مواليد عام 1953م وتوفي في فبراير 2009م.
الابن الأكبر للشيخ عبد الحليم وهبه سعفان*

## التعليم والعمل
- تخرج في كلية طب جامعة الزقازيق عام 1977م
- حصل على الماجستير عام 1986م
- عمل أخصائي التحاليل الطبية بمستشفى حميات العباسية حتى 1993م
- ثم باحث زائر بوحدة البحرية الأمريكية للأبحاث (نمرو 3) سنة 87-88م
- ومدير إدارة المعامل بمديرية الشئون الصحية بالقاهرة 1993م

## أوسمة وجوائز
- حصل علي شهادة تقدير من «النمرو» أعلي وحدة للبحرية في العالم.[1]
- حصل علي درع نقابة الأطباء لتفوقه المهني.[1]

## اعتقاله

### المحاكمة العسكرية
اعتقل في 6 نوفمبر 2001 عقب مظاهرة بالجامع الأزهر من أجل فلسطين وبعد أسبوع من الاعتقال أصدر الرئيس المصري حسني مبارك قرار جمهوري في 13 نوفمبر باحالتهم إلى القضاء العسكري الاستثنائي، وحكم عليه ب3 أعوام في القضية التي عرفت بتنظيم أساتذة الجامعات.

## ابنته إيمان
إيمان سعفان هي الأولي علي ابتدائية الأزهر حينما كانت في المعهد الأزهري النموذجي، وهي الأولي أيضاً علي إعدادية الأزهر علي مستوي الجمهورية، أما في الثانوية العامة الأزهرية فقد كانت الأولي علي الجمهورية بفارق كبير عن التالية لها، وكرمتها الدولة كما كرمها محافظ القاهرة، وكرمها شيخ الأزهر محمد سيد طنطاوي، والتحقت بكلية الدراسات الإنسانية في جامعة الأزهر، وكانت أيضا الأولي في سنوات الدراسة، وحصلت علي الليسانس مع مرتبة الشرف،
وكانت الأولي علي دفعتها في «شعبة اللغات الأوروبية وآدابها»، وحصلت علي شهادة الدراسات العليا بتقدير امتياز، وحصلت علي درع جامعة الأزهر.
تم تخطيها كمعيدة وإصدار قرار إداري بتعيين السادسة والسابعة والعاشرة بدلاً منها، وكان ذلك بسبب أن والدها العالم المصري د. أحمد عبد الحليم سعفان وانتمائه لجماعة الإخوان المسلمين.

## وصلات خارجية
- حكاية... إيمان سعفان، مختار نوح، صحيفة المصريون، 14 مايو 2009م
- د. عصام العريان: في رحاب الله أخي الحبيب أحمد سعفان، إخوان أون لاين، 4 فبراير 2009م
- د. محمد حبيب: رسالة وداع.. للأخ أحمد سعفان، إخوان أون لاين، 2 فبراير 2009م
- المجاهد الرباني الذي عرفته :د/ أحمد سعفان، د/محمود الحوت، 24 فبراير 2009م
- خبر الحكم علي د. أحمد سعفان، جريدة الجمهورية، 31 يوليو 2002م